# Harry Strauss
Harry „Pittsburgh Phil” Strauss (n. 28 iulie 1909, New York City, New York, SUA – d. 12 iunie 1941) a fost un prolific asasin al organizației Murder, Inc. în anii 1930. Se speculează că acesta ar fi ucis peste 100 de persoane (unii istorici estimează că numărul victimelor sale se apropie de 500) prin diferite metode: prin împușcare, înjunghiere cu un spărgător de gheață⁠(d), înecare, îngropare de viu și strangulare. Strauss nu purta niciodată arme de foc deoarece nu voia să fie reținut în cazul în care era oprit de poliție.
Majoritatea asociaților săi îl numeau „Pep”. În anii 1930, era implicat în agresiuni, furturi⁠(d) și trafic de droguri, fiind arestat de 18 ori, dar niciodată condamnat la închisoare. A fost găsit vinovat însă de omor și condamnat la moarte alături de partenerul său Martin Goldstein. După ce asasinul Abe "Kid Twist" Reles a devenit informator, Strauss a fost arestat pentru uciderea lui Irving "Puggy" Feinstein⁠(d) și pentru comiterea a altor crime. Acesta s-a prefăcut nebun în încercarea de a evita execuția pe scaunul electric. Strauss și Goldstein au fost condamnați pe 19 septembrie 1940 și executați prin electrocutare la închisoarea Sing Sing pe 12 iunie 1941.